# Alexander Grasshoff
Alexander Grasshoff (* 10. Dezember 1928 in Boston, Massachusetts; † 5. April 2008 in Los Angeles, Kalifornien) war ein US-amerikanischer Regisseur, der vor allem Dokumentar- und Fernsehfilme drehte.

## Leben
Alexander Grasshoff begann seine Karriere in Hollywood 1951 zunächst in der Postabteilung und dann als Filmeditor für die Paramount Studios. Als Regisseur debütierte er 1960 mit dem Independentfilm The Jailbreakers. Er arbeitete in den 1960ern vor allem fürs Fernsehen. 1967 wurde er zum ersten Mal für den Oscar in der Kategorie „Best Documentary, Features“ (mit Eine wahrlich große Familie) nominiert, den Preis gewann jedoch Peter Watkins. Zwei Jahre später wurde Grasshoff der Oscar für Young Americans verliehen, er musste ihn allerdings zurückgeben. Man hatte zu spät bemerkt, dass der Film zu früh veröffentlicht worden war, um für die Oscarverleihung 1969 eingereicht zu werden.
1974 wurde er für Journey to the Outer Limits, einer Dokumentation für die National Geographic Society, ein letztes Mal nominiert. Im Anschluss drehte er einige Episoden für die Serien Die Küste der Ganoven, CHiPs und Der Nachtjäger.
1981 drehte er einen 60-minütigen Film über einen amerikanischen High-School-Lehrer, der an seinen Schülern ein Experiment mit katastrophalem Ausgang durchführte. Die Welle basiert auf einem Experiment namens The Third Wave, das sich 1967 zugetragen hat.
Seine letzten Arbeiten waren vier Episoden für die Jungen Schicksale des Fernsehsenders ABC. 2008 verstarb der Filmemacher an den Komplikationen einer Beinoperation. Er hinterließ seine Frau Madilyn Clark Grasshoff und zwei Schwestern.

## Filmografie

### Als Regisseur
- 1960: Blaue Bohnen – Kalter Stahl (The Jailbreakers)
- 1963: Hollywood and the Stars (Fernsehserie, 1 Episode)
- 1965: National Geographic Specials (Fernsehdokumentation)
- 1966: Teils heiter, teils wolkig (Love on a Rooftop) (Fernsehserie, 1 Episode)
- 1966: Eine wahrlich große Familie (The Really Big Family) (Dokumentation)
- 1966: Destination Safety (Fernsehdokumentation)
- 1967: Young Americans (Dokumentation)
- 1972: Future Shock (Dokumentation)
- 1972: Wacky Taxi
- 1973–74: Toma (Fernsehserie, 4 Episoden)
- 1974: Journey to the Outer Limits (Dokumentation)
- 1974: Crackle of Death (Fernsehfilm)
- 1974: Get Christie Love! (Fernsehserie)
- 1974: The Rookies (Fernsehserie, 1 Episode)
- 1974: Detektiv Rockford – Anruf genügt (Fernsehserie, 2 Episoden)
- 1974: Kolchak: The Night Stalker (Fernsehserie, 3 Episoden)
- 1975: Abenteuer der Landstraße (Fernsehserie, 1 Episode)
- 1975–76: Die Küste der Ganoven (Fernsehserie, 4 Episoden)
- 1977: Der letzte Dinosaurier
- 1977: CHiPs (Fernsehserie)
- 1978: Smokey and the Good Time Outlaws
- 1981: Die Welle (The Wave) (Fernsehfilm)
- 1982: Counterattack: Crime in America (Fernsehdokumentation)
- 1982: Junge Schicksale (The Unforgivable Secret) (Fernsehfilm)
- 1982: Sometimes I Don’t Love My Mother (Junge Schicksale, Fernsehfilm)
- 1984: Backwards: The Riddle of Dyslexia (Junge Schicksale, Fernsehfilm)
- 1984: Die Glücksritter von Manhattan
- 1985: I Want to Go Home (Junge Schicksale, Fernsehfilm)

### Als Produzent
- 1960: Blaue Bohnen – Kalter Stahl (The Jailbreakers)
- 1963–64: Hollywood and the Stars (Fernsehserie, 3 Episoden)
- 1965: National Geographic Specials (Fernsehdokumentation)
- 1966: The Really Big Family (Fernsehdokumentation)
- 1967: Young Americans (Dokumentation)
- 1972: Future Shock (Dokumentation)
- 1974: Journey to the Outer Limits (Dokumentation)
- 1978: Smokey and the Good Time Outlaws (Co-Produzent)

### Als Drehbuchautor
- 1960: Blaue Bohnen – Kalter Stahl
- 1964: Hollywood and the Stars (Fernsehserie, 2 Episoden)
- 1967: Young Americans (Dokumentation)
- 1972: Wacky Taxi